# Husayn Rushdi
Husayn Rushdī Pascià (in arabo حسين رشدي باشا‎?; 1863 – 1928) è stato un politico egiziano che servì come Primo ministro dell'Egitto tra il 1914 e il 1919.
Sotto pressione delle autorità britanniche, Rushdī emise una “Decisione del Consiglio dei Ministri” che dichiarava essenzialmente guerra agli Imperi Centrali in occasione della prima guerra mondiale.  
Fu più tardi costretto a dimettersi per non essere riuscito a risolvere il grave contrasto scatenatosi tra Regno Unito e nazionalisti e quanti condividevano nel governo la loro battaglia mirante a metter fine all'occupazione britannica dell'Egitto, iniziata nel 1882 e formalizzatasi in un Protettorato nel 1914.